# Christian Møller (fodboldtræner)
 For alternative betydninger, se Christian Møller. (Se også artikler, som begynder med Christian Møller) Der er for få eller ingen kildehenvisninger i denne artikel, hvilket er et problem. Du kan hjælpe ved at angive troværdige kilder til de påstande, som fremføres i artiklen.

Christian Møller (født 1. november 1947 i Koldby, Thy) er en dansk fodboldtræner og er uddannet journalist.

## Karriere
1970-72 gymnasielærer på Struer Statsgymnasium. Han har været ungdomstræner i HEI (Hjortshøj-Egå IF) 1973-1980, seniortræner i Hobro IK 1981-82, seniortræner og konsulent i Skive IK 1983-85, divisionstræner i Horsens fS 1986, divisionstræner i Herning Fremad 1987-88 og divisionstræner i AC Horsens 1995. Desuden har Christian Møller været træner for en række udvalgte ungdomshold: Århus Byhold, JBU Region 3, JBU drengeunionshold 1980-82 og JBU U-16 unionshold 1990-92. I perioden 1979-2004 var Christian Møller trænerinstruktør under DBU (Dansk Boldspil-Union), hvor han udformede undervisningsmateriale til en række forskellige trænerkurser.
Ved siden af trænerengagementerne har Christian Møller udført frivilligt, ulønnet lederarbejde i HEI, JBU, Vejle Boldklub og AGF.
For Vejle Boldklub har han fungeret som scout i perioden fra 1996-2004. Fra 2008-11 virkede Christian Møller som scout for West Ham United FC. Siden 2011 har han virket som scout for AGF.
Fodbolden har desuden præget tilværelsen som højskolelærer på Gymnastikhøjskolen ved Viborg 1977-88, forstander på Aalborg Sportshøjskole 1988-92 og som forstander på Idrætshøjskolen i Sønderborg, 1992-94. Efter højskoleårene har Christian Møller været beskæftiget på seminarierne i Gedved (souschef), Kolding (udviklingschef) og fra 2008-09 på University College Syd (leder af kommunikationsafdelingen). Efter arbejdslivet har Christian Møller engageret sig i politisk arbejde med sæde i Radikale Venstres hovedbestyrelse.